# Mai Văn Dâu
Mai Văn Dâu là cựu Đảng viên Đảng Cộng sản Việt Nam, nguyên Phó Bí thư Ban Cán sự Đảng Bộ Thương mại, Thứ trưởng Thường trực Bộ Thương mại (nay là Bộ Công Thương), Đại diện Thương mại Cộng hòa Xã hội chủ nghĩa Việt Nam tại Hongkong, và Giám đốc Công ty Xuất nhập khẩu Tổng hợp 1. Ông đã bị truy tố, bắt giam vì tham nhũng, vi phạm quy định pháp luật và bị phạt 14 năm tù nhưng sau đó đã nhanh chóng được đặc xá.

## Tiểu sử
- Sinh ngày 23 tháng 11 năm 1941.
- Quê quán: Xã Nga Mỹ, huyện Nga Sơn, tỉnh Thanh Hóa.
- Trước năm 1965, học sinh Trường Phổ thông Cấp 3 Lam Sơn, tỉnh Thanh Hóa.
- Từ năm 1965 đến 1967, học Khoa Kinh tế Thương mại Đại học Bắc Kinh, Trung Quốc.
- Từ tháng 11 năm 1976 đến năm 1984, Trưởng Cơ quan Đại diện Thương mại của CHXHCN Việt Nam tại Hongkong.
- Từ năm 1984 đến năm 1992, Giám đốc Công ty Xuất nhập khẩu Tổng hợp 1, Bộ Thương mại.
- Từ năm 1992 đến năm 2004, Thứ trưởng rồi Thứ trưởng Thường trực Bộ Thương mại.
- Tháng 2 năm 2007, Tòa án nhân dân Thành phố Hồ Chí Minh tuyên án phạt 14 năm tù giam về tội nhận hối lộ.
- Tháng 1 năm 2009, được đặc xá tha tù trước thời hạn.[1]
- Hiện ông sinh sống cùng gia đình tại 35 phố Liên Trì, quận Hoàn Kiếm, thành phố Hà Nội.

## Gia đình
- Vợ là Nguyễn Diên Hồng (sinh năm 1945, quê xã Triệu Sơn, huyện Triệu Phong, tỉnh Quảng Trị, kết hôn năm 1971).
- Có hai con trai: Mai Thanh Hải (sinh năm 1972, là bị cáo cùng phiên tòa và tiếp tục thụ án từ cuối tháng 5 năm 2010) và Mai Thanh Lâm (sinh năm 1976).
- Con dâu (vợ Mai Thanh Hải) là Hoa hậu Báo Tiền phong năm 2000 Phan Thu Ngân.

## Trong văn hóa đại chúng
Chạy án, phim truyền hình thuộc loạt phim Cảnh sát hình sự, được công chiếu vào năm 2006 (phần 1) và 2008 (phần 2) được lấy cảm hứng từ vụ án Mai Văn Dâu.